# ABC-Kanaal
Het ABC-Kanaal is een 130 kilometer lange waterweg in België, die loopt van Charleroi naar Brussel en Antwerpen.
Deze waterweg omvat meerdere aaneengesloten rivieren en kanalen, namelijk de Zeeschelde, de Rupel, het Zeekanaal Brussel-Schelde en het Kanaal Charleroi-Brussel. Voor dit laatste kanaal waren er in de 17e eeuw al plannen om zo het steenkoolrijke Henegouwen met de provincie Brabant te verbinden, maar pas in 1826 werd er werkelijk begonnen met de graafwerken, dit onder leiding van koning Willem I van het Verenigd Koninkrijk der Nederlanden. In 1832 werd het kanaal geopend voor de scheepvaart, zodat dankzij de aansluiting in Brussel op de reeds 250 jaar eerder geopende  Willebroekse vaart via de Rupel en de Schelde een verbinding met Antwerpen ontstond. In de tweede helft van de 20e eeuw werden beide kanalen gemoderniseerd en vergroot, onder andere door de aanleg van het Hellend vlak van Ronquières en de vervanging van oude sluizen door de nieuwe sluizen van Zemst en Hingene